# Мовознавство
Мовозна́вство, також лінгві́стика (від. лат. lingua — мова) — наука, що вивчає мову в усій складності її прояву; наука про мову взагалі й окремі мови світу як індивідуальних її представників. Це гуманітарна наука з розділу культурології (нарівні з мистецтвознавством і літературознавством) і філології (нарівні з літературознавством), а також з галузі семіотики. Як самостійна дисципліна сформувалася в середині XIX століття.

## Предмет мовознавства
Мовознавство вивчає не лише мови, які існують (існували чи можливі в майбутньому), а й людську мову взагалі. Мова не доступна лінгвістові для прямого спостереження; безпосередньо спостережні лише факти мовлення, або мовні явища, тобто мовленнєві акти носіїв живої мови разом з їхніми результатами (текстами) або мовний матеріал (обмежений масив письмових текстів мертвою мовою, якою вже ніхто не користується як основним засобом спілкування).

### Об'єкт і суб'єкт вивчення
Як гуманітарна наука, мовознавство не завжди відокремлює суб'єкт пізнання (психіку лінгвіста) від об'єкта пізнання (мови, що вивчається), особливо якщо лінгвіст вивчає свою рідну мову. Лінгвістами часто стають люди, які поєднують тонку мовну інтуїцію (чуття мови) із загостреною мовною рефлексією (здатністю замислюватися над своїм мовним чуттям). Опора на рефлексію для здобуття мовних даних називається інтроспекцією.

### Гносеологічний аспект
Мовознавство включає: спостереження; реєстрування й описування фактів мовлення; висування гіпотез, які пояснюють ці факти; формулювання гіпотез у вигляді теорій і моделей, які описують мову; їх експериментальну перевірку і спростування; прогнозування мовної поведінки. Пояснення фактів буває внутрішнім (самими мовними фактами) або зовнішнім (фактами фізіологічними, психологічними, логічними чи соціальними).

## Розділи мовознавства
Загальне мовознавство — (широко розуміючи) галузь мовознавства, що вивчає загальні ознаки й функції людської мови не лише в теоретичному (вузькому розумінні), але також у прикладному й історичному аспектах.
Натомість конкретне мовознавство вивчає окремі мови (н-д, україністика), їх групи (н-д, романістика) чи ареали (н-д, балканістика).
Розділи і галузі мовознавства:
- Теоретична лінгвістика
- Фонетика — вивчає звуковий склад мови.
  - Фонологія — вивчає структуру звукового складу мови (мовленнєві одиниці та засоби) і їхнє функціонування в мовній системі.
- Граматика — вивчає будову мови.
  - Морфологія — вивчає явища, що характеризують граматичну природу слова як граматичної одиниці мови.
  - Синтаксис — вивчає словосполучення та речення, їх будову, типи й об'єднання в надфразні одиниці.
- Лексикологія — вивчає лексику (словниковий склад мови)
  - Фразеологія — вивчає лексично неподільні поєднання слів.
  - Лексикографія — наука про укладання словників
  - Ономастика — наука про власні назви.
  - Етимологія — вивчає походження і історію слів мови.
- Семантика — вивчає значення слів і їх складових частин, словосполук і фразеологізмів.
- Лексична семантика — наука про значення слів.
- Статистична семантика
  - Структурна семантика
  - Прототипна семантика
- Прагматика — розділ семіотики, що висвітлює стосунки між учасниками комунікації, адресантом та адресатом, мовцем і слухачем.
- Історична лінгвістика
- Прикладна лінгвістика — вивчає застосування мовознавчої теорії на практиці.
  - Засвоєння мови
  - Психолінгвістика — вивчає процеси мовної діяльності, сприймання й творення мови, наміри мовця в процесі здійснення мовного акту.
  - Соціолінгвістика — вивчає комплекс питань, пов'язаних із суспільною природою мови, її громадськими функціями, механізмом впливу соціальних чинників на мову та роллю, котру відіграє мова в житті суспільства.
  - Антропологічна лінгвістика
  - Комунікативна лінгвістика
  - Генеративна лінгвістика
  - Когнітивна лінгвістика — функціонування мови розглядає як різновид когнітивної, тобто пізнавальної, діяльності, а когнітивні механізми та структури людської свідомості досліджує через мовні явища.
  - Математична (комп'ютерна) лінгвістика — ставить своєю метою використання математичних моделей для опису природних мов.
  - Дескриптивна (синхронічна) лінгвістика — описова лінгвістика.
  - Порівняльна лінгвістика — комплекс лінгвістичних дисциплін, які використовують зіставлення, порівняння.
  - Стилістика — вивчає стиль в усіх мовознавчих значеннях цього терміна (індивідуальна манера виконання мовленнєвих актів, функціональний стиль мовлення, стиль мови тощо)
    - Приписова лінгвістика

  - Корпусна лінгвістика — займається створенням, обробкою та використанням корпусів.
- Історія лінгвістики
- Нерозв'язані проблеми

## Історія лінгвістики та основні лінгвістичні концепції

### Стародавній світ
Перші мовознавчі концепції виникли приблизно у 5 столітті до нашої ери у стародавніх країнах: Індії, Греції, Римі, Китаї. Своє мовознавче вчення також розвинули араби.
У загальному, мова розглядалася у трьох аспектах:
- загальнокультурному
- загальнофілологічному (Стародавня Індія)
- загальнофілософському (Давньогрецька філологічна школа)

У Давній Індії мовознавство використовувалося го́ловно для аналізу і опису древніх гімнів («Веди»), що були написані санскритом, який у той час переважна більшість людей не розуміла. Індійські мовознавці вперше здійснили спробу класифікувати звуки за фізіологічним принципом, відкрили морфологічний закон словоформи як структури, розробили теоретичні проблеми лексико-морфологічного принципу класифікації слів на частини мови, виділивши імена і дієслова, а також багато іншого. Найвідомішим представником індійської філологічної школи вважають Паніні, який жив у IV столітті до н. е.
Давньогрецьке мовознавство у першому періоді (V—III століття до н. е.) можна характеризувати за принципами розгляду мовних явищ як загальнофілософське, а в другому (III століття до н. е. — IV століття н. е.) як послідовно мовознавче. Існувало дві мовознавчі школи «Фюсей» (за природою) і «Тессей» (за умовою), між якими велися різні дискусії з питань мови. У другому періоді (III століття до н. е. — IV століття н. е.) найбільшого розвитку досягнула Олександрійська школа. Найвидатнішим її представником був Аристарх Самофракійський. Загалом, у давньогрецькій лінгвістиці були розвинуті такі розділи: фонетика, морфологія, синтаксис і стилістика. Більшість мовознавців стверджують, що підвалини сучасної лінгвістики були закладені саме у Давній Греції.
Давньогрецьке мовознавче вчення продовжували розвивати римські вчені. Вони доповнили класичні розділи грецького мовознавства — фонетики, морфології, синтаксису — даними з латинської мови. Граматичні терміни античної Греції дійшли до нас трансформованими на латинський зразок через праці Доната «Граматика» (IV століття) і Прісціана «Граматичне вчення» (VI століття).
Арабська філологічна школа багато запозичила від давньоіндійської, проте менше приділяла уваги граматиці та фонетиці, але більше лексикології. Великий внесок у мовознавчу науку зробила лексикографічна праця Махмуда аль Кашгарі «Диван турецьких мов» (XI століття) — багатомовний словник близькосхідних мов.
У Стародавньому Китаї причина виникнення і розвитку мовознавства була приблизно такою ж, як і в Індії — потреба тлумачення древніх текстів. Мова китайськими лінгвістами розглядалася як продукт природи. На поч. XIII століття китайські мовознавці прагнули дослідити конкретні теоретичні питання у галузях: текстологія, ієрогліфіка, фонетика і діалектологія. Також у цей час велася активна лексикографічна робота. Було укладено словники рим, діалектичних синонімів, енциклопедичні словники, етимологічні тощо.

### XIII—XVIII століття
У середньовіччі розвивалися дві основні лінгвістичні школи: латинська та арабсько-єврейська.
Оскільки латинська мова стала мовою освіти, релігії і науки в Європі, на основі давньої лексикографічної традиції з XIII століття почали укладатися різні граматики та словники. У період середньовіччя та Відродження, як і в давньогрецькій науці, мова була проблемою обговорення у філософських та філологічних працях.
З XVI століття європейська цивілізація починає відкривати для себе нові народи та мови, що зумовлює потребу укладання нових словників та граматик. У багатьох країнах проводиться велика лексикографічна робота (Іспанія, Франція, Королівство Англія, Московія).
У 1660 році було укладено граматику Пор-Рояля, що мала великий вплив на подальший розвиток мовознавчої науки і стала вельми популярною у Європі. Вона базувалася на декартівській філософії, згідно з якою основними принципами побудови граматики повинні бути:
- логічність (раціональність);
- універсальність (тобто повинна бути загальною для всіх мов).

### Початок XIX століття
У першій чверті XIX століття розвинулося особливо порівняльно-історичне мовознавство. Завдячуючи елементам зіставлення мовних фактів та історизму попередніх століть, які мали місце в описових граматиках, окремих дослідженнях і лексикографічних працях філологів як стародавнього світу, так і пізніших часів.
У ці часи було створено ряд праць: у Німеччині Франца Боппа (1791—1867) «Про систему дієвідмінювання санскритської мови у порівнянні з такою грецької, латинської, перської і германської мов» (1816) і Якоба Грімма (1785—1863) «Німецька граматика» (1819); в Данії — праця Расмуса Крістіана Раска (1787—1832) «Дослідження в галузі давньопівнічної мови або походження ісландської мови» (1818) і в Росії — праця Олександра Востокова (1781—1864) «Розвідка про слов'янську мову» (1820).

### Вільгельм Гумбольдт
Гумбольдт є засновником загального мовознавства та його теоретичних основ. Своїх послідовників його вчення знайшло у так званому неогумбольдтіанстві.
Свої мовознавчі ідеї учений формулював у працях: «Про виникнення граматичних форм і їх вплив на розвиток ідей» (1822), «Про двоїну» (1827), «Про буквене письмо і його зв'язок з будовою мови» (1824), «Про порівняльне вивчення мов стосовно різних епох їх розвитку» (1843), «Про зв'язок письма з мовою» (1836), «Про мову каві на острові Ява» (1836—1839).
Для теоретичної лінгвістики особливе значення має тритомна праця «Про порівняльне вивчення мов стосовно різних епох їх розвитку», зокрема перший том її, який має окрему назву «Про відмінність будови людської мови і про вплив цієї відмінності на розумовий розвиток людського роду».
На думку В. Гумбольдта, прямим об'єктом теоретичного мовознавства є мова як цілісна структура, її походження, перспективи розвитку, відношення до виникнення людини, до її еволюції.
В. Гумбольдт послідовно розрізняв у мові мову і мовлення, але не вбачав різниці між звуком і буквою. Під мовою він розумів сукупність усього, що говориться. Також, вчений твердить, що реальною підставою для визначення початку розрізнення мов є дух народу і мова є безперервною діяльністю духу.

### Фердинанд де Соссюр

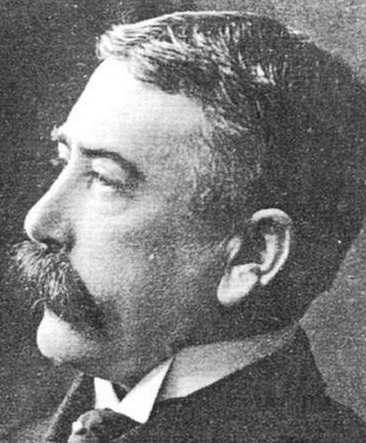
Фердинанд де Сосюр

Творчий доробок лінгвіста складається з кількох статей і однієї монографії «Курс загальної лінгвістики», опублікованої через три роки після смерті автора (1916 року). «Курс загальної лінгвістики» опублікували учні Соссюра, які відредагували і упорядкували свої записи з лекцій мовознавця.
На основі вчення Соссюра розвинулося багато лінгвістичних шкіл, зокрема женевська.

### Порівняльно-історичне мовознавство

#### Біологічний напрям
Порівняльно-історичне мовознавство, з кожним десятиліттям зміцнюючи свої позиції, розгалужувалось, залежно від принципів і способів пояснення об'єктів, на окремі напрямки та школи. Існували натуралістичний, молодограматичний, логічний і психологічний напрями.
Засновником біологічного методу є німецький лінгвіст А. Шлейхер (1821—1868).

#### Розуміння мови як природного організму в лінгвістичній концепції Шлейхера. Натуралістична теорія Шлейхера
Він розцінював мову як природний організм. «Мови — це утворені зі звукової матерії природні організми, до того ж найвищі з усіх; вони виявляють свої властивості природного організму не тільки в тому, що всі вони класифікуються на роди, види, підвиди і т.ін., але і в тому, що їх зростання відбувається за певними законами» (39, 95, ч. I). Мови виникли природним шляхом, незалежно від людської волі. Воля людини безсила змінити що-небудь в мові, як не може вона змінити і будови людського організму, тому закони мови об'єктивні і зовнішні відносно людини, як і закони природи.
Шлейхер підкреслює, що закони, встановлені Дарвіном для видів тварин і рослин, в головних своїх рисах застосовуються і до організмів мов. Саме ці загальні закономірності ріднять мови з іншими породженнями природи, роблять мови природними організмами. Тобто це не біологічне трактування мови, а як нерозривний зв'язок мови і мислення. Мова як вираження мислення за допомогою артикульованих звуків, мова — це звукове вираження думки, мова вираження думок через слова — це єдина і виключна ознака людини. Створення мови рівноцінно розвитку мозку і органів мовлення. Шлейхер намагався розвинути матеріалістичну теорію мови, засновану на об'єктивних методах вивчення фактів, але нерозуміння суспільної сутності мови й історико-матеріалістичних закономірностей її розвитку(на противагу Гегелю)було серйозною перепоною.

#### Чому і в якому трактуванні Шлейхер застосовує термін «морфологія»?
Він зосереджує увагу на дослідженні характеру мовних форм, а головне форми, що пов'язана з поняттям слова, де досягається синтез значення і відношення(граматична функція). Вчення про мовні типи Шлейхер називав морфологією, запозичивши цей термін з природознавства, де він позначав науку про будову й формоутворення рослин. Морфологія мов повинна, за Шлейхером, вивчати морфологічні типи мов, їх походження і взаємовідносини.

#### Концепція лінгвістики як науки у розумінні Шлейхера
Він рухався від концепції, що мова—природний організм, до розмежування мовознавства і філології. Мовознавство, що вивчає мову як природне формування, складає частину природної історії людини. Мовознавець у Шлейхера виступає в ролі природодослідника, який ставиться до мов так само, як ботанік до рослин: естетична і практична оцінки рослини для ботаніка байдужі, він повинен вивчати лише закони будови і розвитку рослинних організмів.
Філологія ж має справу з історією, яка починається там, де виявляється вільна воля людини. Об'єкт філології — створені людьми літературні тексти, письмові пам'ятки. Вона знаходить матеріал лише там, де є література, тому не може, наприклад, існувати філологія у неписьменних американських індійців. І, навпаки, для мовознавства мови і діалекти неписьменних народів викликають величезний інтерес. Філологічний аналіз і коментар текстів, на думку Шлейхера, схильний до суб'єктивізму дослідника. Разом з тим є сфери, де філологія і мовознавство сходяться, наприклад, синтаксис. У ньому панують об'єктивні закони, а з іншого боку, певну роль відіграють і суб'єктивні обставини, такі, як воля людей.

#### Теорія двох періодів мовної еволюції у концепції Шлейхера
Еволюція мови складається з двох періодів: доісторичного та історичного (цю тезу вчений запозичив у Гегеля). Становлення мовних структур, досягнення ними формальної завершеності відбувається в доісторичний період; в історичний період вони використовуються в готовому вигляді; в історичний період, мовні структури можуть лише розпадатися, модифікуватися, руйнуватися. Морфологічний тип (клас) мови визначається будовою слова, яке може виражати значення («корінь») і ставлення («суфікс»). У доісторичному періоді мова розвивається від простої до складної, збагачується новими формами (тут Шлейхер іде за Гумбольдтом, який стверджував, що всі вищі форми мови виникли з простіших: аглютинативні з ізолюючих, а флективні з аглютинативних).
В історичному періоді відбувається регрес, розпад мови (звуки «зношуються», зникає багатство форм, простежується тенденція до спрощення). Це період старіння і поступового вмирання мови. Цим твердженням Шлейхер заперечує Гумбольдта, який вважав, що мова постійно вдосконалюється. Він, як і романтики, стверджував, що морфологічно складні давні класичні мови (санскрит, давньогрецька, латинська) були найдосконалішими. Ця концепція ґрунтувалася на матеріалі індоєвропейських мов, які змінювалися від синтетизму до аналітизму.

#### Історико-генетичний напрямок концепції Шлейхера
Августу Шлейхеру мовознавство також завдячує випрацюванням натуралізму як філософії мови. З його іменем пов'язано не тільки оформлення індоєвропеїстики в особливу науку, але і застосування природно-наукового методу в дослідженнях мови. Шлейхер разом з мовознавством вивчав філософію і ботаніку, що наклало відомий відбиток і на його погляди. З його ім'ям пов'язаний другий період розвитку порівняльно-історичного мовознавства. У своєму «компендіумі» Шлейхер уточнює і вдосконалює дослідницькі прийоми, завдяки чому розширюється наукова проблематика компаративістики.
Шлейхер вибудовує теорію родовідного дерева, в якій головну роль відіграє поняття прамови або мови предків. З прамови виходять мови, що утворюють мови, які становлять мовний ряд, або мовне дерево, що поділяється на мовні родини, або мовні гілки. Теорія А. Шлейхера здійснила величезний вплив на розвиток порівняльно-історичного мовознавства і її відгомін учувається у низці сучасних досліджень. Одним із найвагоміших результатів компаративістики є створення генеалогічної класифікації мов світу. Сучасне порівняльно-історичне мовознавство і його останні досягнення значною мірою характеризуються відкриттям нових мовних матеріалів, розширенням предмету і методів дослідження. Ідея Шлейхера про відновлення прамови не реальна, але саме реконструкція стала основним ядром порівняльної граматики.

#### Теорія родовідного дерева
Спочатку прамова стала членуватися на діалектні зони, котрі своєю чергою почали виділятися в самостійні мови. Розчленовування прамови Шлейхер утілив в родовідному дереві.

#### Основи лінгвістичного доробку Шлейхера
Основними працями Шлейхера є «Мови Європи в систематичному огляді» (1850), «Морфологія церковнослов'янської мови» (1852), «Про морфологію мови» (1859), «Підручник литовської мови» з хрестоматією і словником (1856—1857), «Порівняльно-історичні дослідження» (1848), «Німецька мова» (1860), «Компендіум порівняльної граматики індоєвропейських мов» (1861). Вперше вимога врахувати звукових закономірностей при мовному порівнянні — створений метод порівняльно-історичного дослідження. Спробував реконструювати індоєвропейську прамову як систему форм.
Вперше встановив різницю між генетичним родством мов та типологічною схожістю. Створив теорію «родового дерева» враховуючи географічне розташування та теорію мовних контактів. Чітко сформулював поняття праіндоєвропейської мови(санскрит). Вивчення живого народного мовлення, польова лінгвістична робота. «природно-науковий» принцип підходу до фактів мови і теорія двох періодів мовного розвитку.
Завданням лінгвістики, за теорією Шлейхера, є вивчення будови мови, вплив різних типів морфологічних структур, вивчення їх у синхронному та діахронному планах. Завдання філології — використання мови, філологія відносяться до історії, функціонування мови в суспільстві.

#### З якою метою і в якій теорії Шлейхер використовує поняття морфологічний тип мови
Як і Гумбольдт, Шлейхер вважав, що вивчення мовної форми і типологічна і генеалогічна систематика мов становлять основний зміст лінгвістики («глоттікі»), яка вивчає походження та подальший розвиток цих форм мови.

#### Морфологічна класифікація мов
Вчення про мовні типи Шлейхер називав морфологією, запозичивши цей термін з природознавства, де він позначав науку про будову й формоутворенні рослин.
Морфологія мов, по Шлейхеру, повинна вивчати морфологічні типи мов, їх походження і взаємні відносини. Морфологічний тип (клас) мови визначається будовою слова, яке може виражати значення («корінь») і ставлення («суфікс»). Допускаються три типи комбінацій значення і відносини: ізолюючі мови мають тільки значення (коріння); аглюнативні мови виражають значення і ставлення (коріння і приставки); флективні мови утворюють в слові одиницю, яка має і значення ставлення. Полісинтетичні мови, виділені Гумбольдтом, Шлейхер розглядав як варіант аглютинативної форми мови.
Морфологічні типи мови, на думку Шлейхера, є прояв трьох ступенів (стадій) розвитку: односкладовий клас представляє найдавнішу форму, початок розвитку; аглютинативна — це середній ступінь розвитку; флектируючі мови як останній ступінь містять в собі в стислому вигляді елементи двох попередніх щаблів розвитку.

### Психологічний напрям
Фундатором психологічного напряму був Г. Штайнталь. Згодом ідеї цього напряму розвинули український вчений О. О. Потебня і німецький учений В. Вундт.
Теоретичні засади мовознавчих поглядів Г. Штайнталя формувалися під значним впливом філософії мови В. Гумбольдта і, головним чином, психологічної концепції Йоганна-Фрідріха Гербарта. Лінгвістична діяльність Г. Штайнталя була спрямована проти логічної граматики (найвиразнішим представником якої був К. Беккер) і натуралізму в мовознавчих поглядах А. Шлейхера. Свої психолого-лінгвістичні ідеї Г. Штайнталь виклав у таких працях: «Твори В. Гумбольдта з філософії мови» (1848), «Вступ до психології і мовознавства» (вид. 2, 1881), «Граматика, логіка і психологія, їх принципи і взаємовідношення» (1855), «Класифікація мов як розвиток мовної ідеї» (1850) та ін.

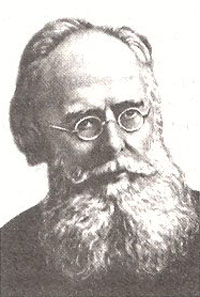
Потебня Олександр Опанасович

Олександру Потебні (1835—1891), прихильнику психологічного методу, належить першість у поєднанні порівняльного методу з історичним. До нього порівняльно-історичний метод мовознавства обмежувався дослідженням переважно фонетики і морфології. О. О. Потебня вперше в історії лінгвістичних учень, об'єднавши ці методи в один, застосував його у вивченні синтаксису мови. Він є засновником Харківської лінгвістичної школи.
В. Вундт розглядав мову, її явища під кутом зору психічної діяльності не окремої особи, а всього народу. Народно-психологічне пояснення лексико-семантичних змін, словотвору, форм слів, сполучення слів у висловленнях і виведення з цих пояснень психологічних законів зумовлено прагненням В. Вундта, як і Г. Штайнталя, створити нову галузь науки — етнічну психологію.

### Московська школа
Засновником Московської школи був Пилип Федорович Фортунатов (1848—1914).
За переконанням представників Московської школи, загальне мовознавство обирає об'єктом свого дослідження не окрему мову чи групу мов, а взагалі мову людини, історію мови. А історичне вивчення людської мови передбачає порівняльне дослідження окремих мов. Московська школа вперше в мовознавчій літературі чітко сформулювала думку про мову як сукупність знаків, що існують для мислення, для вираження думки в мовленні, а також почуттів.
Вчення Московської школи найбільше вплинуло на сучасне українське мовознавство.

### Казанська школа
Казанська школа бере свій початок з кінця XIX століття. Казанські мовознавці згрупувалися спочатку з метою ознайомлення з теоріями, ідеями, які виникали в час, коли мовознавці
різних європейських шкіл спростовували універсальність законів звукових змін, відкритих молодограматиками німецької школи.

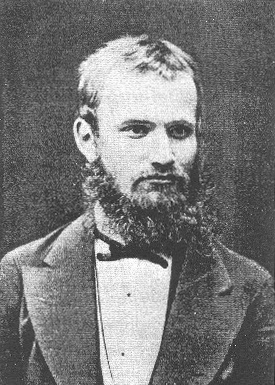
Бодуен де Куртене

Організатором Казанської лінгвістичної школи був російський і польський учений-славіст І. О. Бодуен де Куртене (1845—1929). До найвидатніших представників цієї школи належать два мовознавці — М. В. Крушевський (1851—1887) і В. О. Богородицький (1857—1941).

## Молодограматизм
Молодограматизм як напрям порівняльно-історичного мовознавства виник у середині 70-х років XIX століття.
Принципи і теоретичні засади цього напрямку визначено у працях К. Бругмана («Вступ» до «Морфологічних досліджень у галузі індоєвропейських мов», написаний у співавторстві з Г. Остгофом 1878 р.), Г. Пауля («Принципи історії мови», 1880) та Б. Дельбрюка («Вступ до вивчення мови. З історії методології порівняльного мовознавства»; 6-те видання вийшло в 1919 році).
Молодограматики почали з того, що висловили своє ставлення до порівняльного методу як такого, що не має стабільності, а видозмінюється. Вони підкреслювали, що на кінець 60-х років він зазнав суттєвих змін. Помітну роль при цьому відіграла праця німецького філолога В. Шерера «До історії німецької мови» (1868). Вони висловили свою незгоду з тим, що попередні покоління дослідників порівняльного мовознавства приділили всю свою увагу дослідженню мови тільки індоєвропейської сім'ї, але зовсім не займалися вивченням її носіїв, не замислювалися над життям мови, над чинниками, що зумовлюють розвиток людської мови і видозміни її матеріалу, взагалі мовної діяльності.
У становленні й розвитку порівняльно-історичного мовознавства розрізняють три етапи: 
1. початковий, пов'язаний із діяльністю Боппа, Грімма, Раска та Гумбольдта, який отримав назву  романтичного;
2. натуралістичний, пов'язаний з ученням Шлейхера та його послідовників;
3. молодограматичний, що виник у 70-ті роки XIX ст.

На перших двох етапах досліджувалися глобальні філософські проблеми, спостерігалося прагнення до   узагальнень. Для третього етапу, в основі  якого — філософія позитивізму, характерна відмова від розгляду не підкріплених фактичним матеріалом «вічних проблем» науки. Завданням ученого стало спостереження, реєстрація і первинне узагальнення  фактів. Був визнаним тільки індуктивний метод. Усе  інше вважали метафізикою. Саме тому такі питання  мовознавства, як мова і «дух народу», походження мови, стадіальність у розвитку мов (єдність глотогонічного  процесу), мовні універсали, типологічна класифікація мов, вважали ненауковими. Залишився порівняльно- історичний метод, але його метою вже не була  реконструкція прамови.
Ця течія виникла десь в 70—80 рр. XIX ст. як реакція на незадовільний стан компаративістики. Термін «мололодограматизм» вперше вжив Фрідріх Царнке до представників Лейпцизького гуртка. Цей термін вживають в широкому і вузькому значенні. У вузькому розуміння, молодограматиками називають представників лейпцизької школи (Г. Остгоф, Г. Пауль, К. Бругман). У широкому розумінні — усі ті, хто підтримував вчення Лейпцизької школи, як-от К. Вернер, П. Фортунато, В. Уітні, М. Бреаль. Програмні роботи: Г. Остгоф та К. Бругман «Морфологічні дослідження в галузі індоєвропейських мов».
В основі методології молодограматизму лежало 2 принципи — психологізму та історизму. Молодограматики розглядали мову як індивід.явища, тобто мовні факти тлумачили в дусі індик. психологізму. Мовотворчий процес і зміни, які відбувалися у мові — це наслідок того, що існує в індивіді. Спілкування за допомогою мови можливе лише тому, що психічне життя людей однакове. Мову творить індивід, а це означає, що існує стільки мов, скільки є індивідів. У мові, крім випадкового і непоширеного існує також багато звичайного і поширеного. Боротьба цих двох стихій забезпечує розвиток мов, зумовлює мовні зміни. Принцип історизму знаходить обґрунтування в книзі Г. Пауля «Принципи історії мови» («енциклопедія молодограматизму»). Цей принцип вимагав у тлумаченні мовних фактів звертатися до їх минулого. Молодограматики досягли значних успіхів: покращили метод.принципи науки про мову; оформили фонетику як сам.науку; було закладено основи експериментальної фонетики; був усвідомлений механізм звукових змін фонетичних процесів; вимагали вивчати живі мови; прагнення вивчення живих мов зумовило виникнення лінгв.географії та діалектології; створили велику кількість іст.граматик, де основними були істор.фонетика і іст.морфологія; надійною стає методика порівн.досліджень. Недоліки молодограматиків: їх діяльність обмежувалася розділами фонетики і морфології і обмежено вивчали лексикологію, семасіологію, синтаксис і явища словотвору; не розглядали мову як систему; не мали досягнень у сфері загальної теорії мови; специфічно витлумачували співвідношення індивідуального та колективного; хоч і закликали вивчати живі мови, але вивчали їх побіжно.

### Структурна лінгвістика
Структурна лінгвістика виникла і розвинулася у І половині ХХ століття.
На сучасному етапі розвитку науки про мову чітко виділяється чотири різновидності лінгвістичного структуралізму:
- Копенгагенська школа (глосематика),
- дескриптивна (дистрибутивна) школа американського структуралізму,
- Празька (функціональна школа)
- Лондонська структуральна школа.

Ці школи, хоч і мають суттєві відмінності, характеризуються і спільними рисами, а саме:
1. Усі структуральні школи виступили проти молодограматизму.
2. Мовознавці усіх структуральних шкіл визнавали єдиним об'єктом лінгвістики структуру різних рівнів мови.
3. Представники усіх напрямів структуралізму вважали, що основним завданням лінгвістики є синхронне вивчення мов.
4. Для усіх шкіл властива формалізація лінгвістичного аналізу.
5. Майже всі, за винятком Празької школи, розгалуження структуралізму розглядають структуру як елемент іманентної системи, тобто такої системи, що існує сама в собі і для себе.

### Етнолінгвістика
Основи етнолінгвістики були закладені Вільгельмом Гумбольдтом. Теоретично обґрунтовуючи порівняльно-історичний метод, він підкреслював: компаративістика матиме успіх тільки тоді, коли досліджуватиме мову не саму по собі, а одночасно з вивченням народного духу. Під значним впливом цих думок В. Гумбольдта, як і його ідеї про мову, що, маючи твірну силу, оточує звуковим ланцюгом певну етнічну групу, формуючи її світогляд, який може бути змінений тільки тоді, коли замінити цей звуковий ланцюг іншим, тобто, коли змінити мову, виникло два, цілком автономних, напрями етнолінгвістики — європейський і американський.
Дослідники історії лінгвістичних учень кваліфікують перший з цих напрямів як неогумбольдтіанство в науці про мову.

## Методологія мовознавства
У лінгвістиці застосовуються як загальнонаукові методи: аналіз, синтез, гіпотеза, так і власне мовознавчі: синхронія, діахронія; описовий, порівняльно-історичний, зіставний та структурний методи.

## Зв'язок мовознавства з іншими науками
На стику лінгвістики з суміжними областями знання виникло ряд суміжних дисциплін.
До таких дисциплін відносяться такі:
- Лінгвістика і предмет філософії.
  - На стику лінгвістики і філософії, див.: філософія мови, лінгвістична філософія, філософські питання мовознавства, загальна семантика, когнітивна лінгвістика.
- Лінгвістика і предмет природничих наук.
  - На стику лінгвістики і фізики (конкретніше, акустики), див.: акустика мови, розпізнавання і синтез мовлення.
  - На стику лінгвістики і права, див.: юридична лінгвістика.
  - На стику лінгвістики і біології:
  - фізіології, див.: артикуляційна фонетика, перцептивна фонетика.
    - нейрофізіології, див.: нейролінгвістика.
- Лінгвістика і предмет гуманітарних наук.
  - На стику лінгвістики і психології, див.: психолінгвістика, когнітивна лінгвістика, психосемантика.
  - Лінгвістика і предмет суспільних наук.
    - На стику лінгвістики і соціології, див.: соціолінгвістика.
    - На стику лінгвістики і політології, див.: політична лінгвістика.
    - На стику лінгвістики і історії, див.: лінгвістична палеонтологія, діахронна лінгвістика, етнолінгвістика.
    - На стику лінгвістики і генеалогії, див.: антропоніміка.
    - На стику лінгвістики і географії, див.: топоніміка.
    - На стику лінгвістики і філології, див.: філологічна лінгвістика, лінгвістика тексту.
- Лінгвістика і методологія науки.
  - На стику лінгвістики і методології науки, див.: методологія лінгвістики.
  - Лінгвістика і методи «точних» наук.
    - Лінгвістика і методи «дедуктивних» наук.
      - На стику лінгвістики і математики, див.: математична лінгвістика, лінгвостатистика.
      - На стику лінгвістики та інформатики, див.: комп'ютерна лінгвістика.
      - На стику лінгвістики і логіки, див.: лінгвістика і логіка, логічний напрям в лінгвістиці, когнітивна лінгвістика.

    - Лінгвістика і методи «емпіричних» наук.
      - На стику лінгвістики і статистики, див.: квантитативна лінгвістика, лінгвістична статистика.
      - На стику лінгвістики і методів історії, див.: історична лінгвістика.
      - На стику лінгвістики і методів географії, див.: ареальна лінгвістика, лінгвістична географія (лінгвогеографія), лінгвістичне картографування.
      - На стику лінгвістики і методів психології, див.: експериментальна лінгвістика, експеримент в лінгвістиці.
      - На стику лінгвістики і методів соціології, див.: анкетування в лінгвістиці.

    - Лінгвістика і методи «технічних» наук (техніка)
      - На стику лінгвістики і інженерії, див.: інженерна лінгвістика, лінгвоконструювання.
      - На стику лінгвістики і обчислювальної техніки, див.: обчислювальна лінгвістика, комп'ютерна лінгвістика, машинний переклад.

## Відомі мовознавці
- Франц Бопп — відомий дослідник індоєвропейських мов.
- Вільгельм Вундт
- Якоб Грімм — зачинатель порівняльної граматики германських мов.
- Вільгельм фон Гумбольдт
- Бодуен де Куртене
- Валерія Кухаренко
- Іван Олександрович
- Антуан Мейє
- Олександр Мельничук
- Олександр Потебня
- Едвард Сепір
- Фердинанд де Сосюр
- Костянтин Тищенко
- Ноам Чомскі
- Юрій Шевельов
- Август Шлейхер